# Henk van Ettekoven

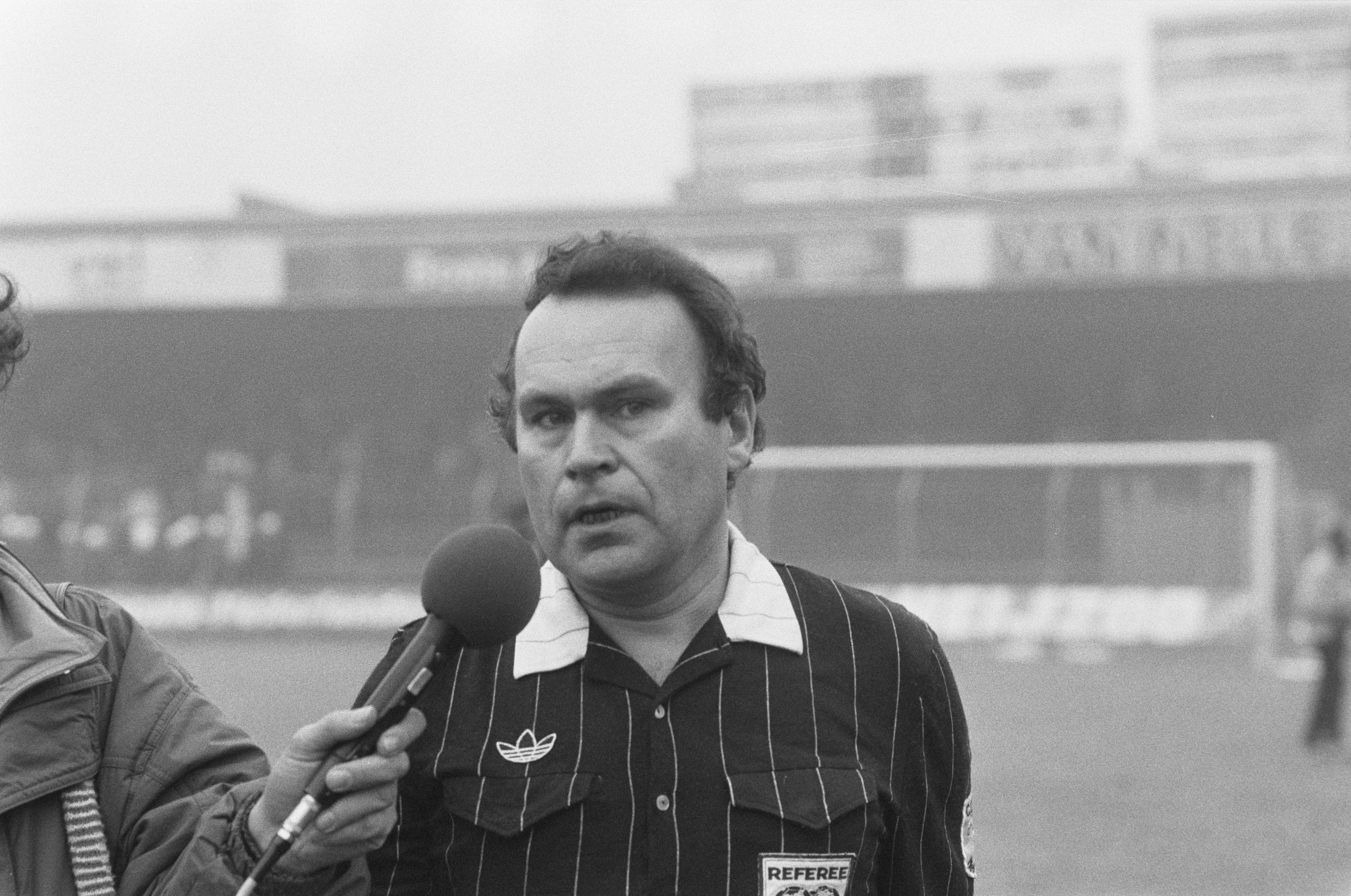
Henk van Ettekoven (1987)

Hendrik Johan ("Henk") van Ettekoven (Wageningen, 31 oktober 1939) is een Nederlands oud-voetbalscheidsrechter. Hij was gedurende vijftien jaar actief in het betaald voetbal, waaronder ook enkele keren internationaal.van Ettekoven floot zijn eerste wedstrijd in het betaalde voetbal Fortuna Vlaardingen'74 thuis tegen Fc Den Bosch op 28 augustus 1974. Daarvoor was hij technisch Coördinator bij FC Wageningen. Een functie die hij op last van de KNVB moest beëindigen in verband met mogelijke tegenstrijdige belangen. Op vrijdag 22 januari 1988 kwam hij niet opdagen bij de wedstrijd Veendam - De Graafschap. Hij was in de veronderstelling dat deze wedstrijd op zaterdag zou worden gespeeld. Er waren destijds zelden wedstrijden op vrijdagavond. In oktober 2019 is hij gehuldigd omdat hij vijftig jaar lid was van de Centrale Organisatie Voetbalscheidsrechters (COVS).

## Interlands
| Datum      | Wedstrijd                    | Uitslag | Competitie        | Kreeg geel | Kreeg voor de tweede keer geel en dus rood | Weggestuurd |
| ---------- | ---------------------------- | ------- | ----------------- | ---------- | ------------------------------------------ | ----------- |
| 10-10-1979 | Frankrijk – Verenigde Staten | 3 – 0   | Vriendschappelijk | ?          | ?                                          | ?           |
| 27-02-1980 | België – Luxemburg           | 5 – 0   | Vriendschappelijk | ?          | ?                                          | ?           |
| 17-08-1983 | Noorwegen – Denemarken       | 1 – 1   | OS-kwalificatie   | 2          | 0                                          | 0           |
| 26-05-1985 | Japan – Uruguay              | 1 – 4   | Kirin Cup         | 1          | 0                                          | 0           |
| 14-05-1986 | Oostenrijk – Zweden          | 1 – 0   | Vriendschappelijk | ?          | ?                                          | ?           |
| 18-02-1987 | Schotland – Ierland          | 0 – 1   | Vriendschappelijk | 3          | 0                                          | 0           |